# Bisdom Cavaillon

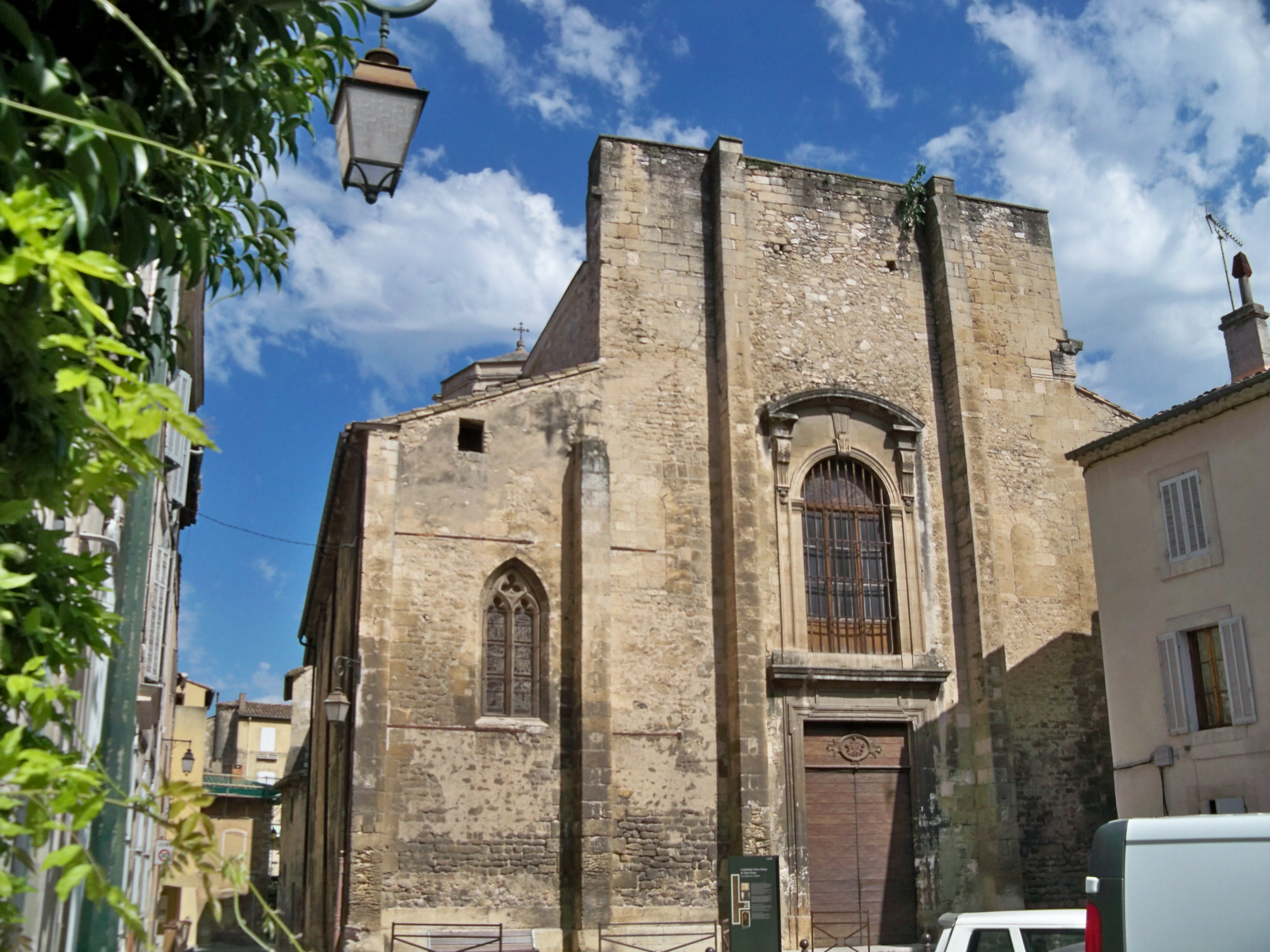
Voormalige kathedraal van Cavaillon (Frankrijk), thans kerk Notre-Dame-et-Saint-Véran de Cavaillon.

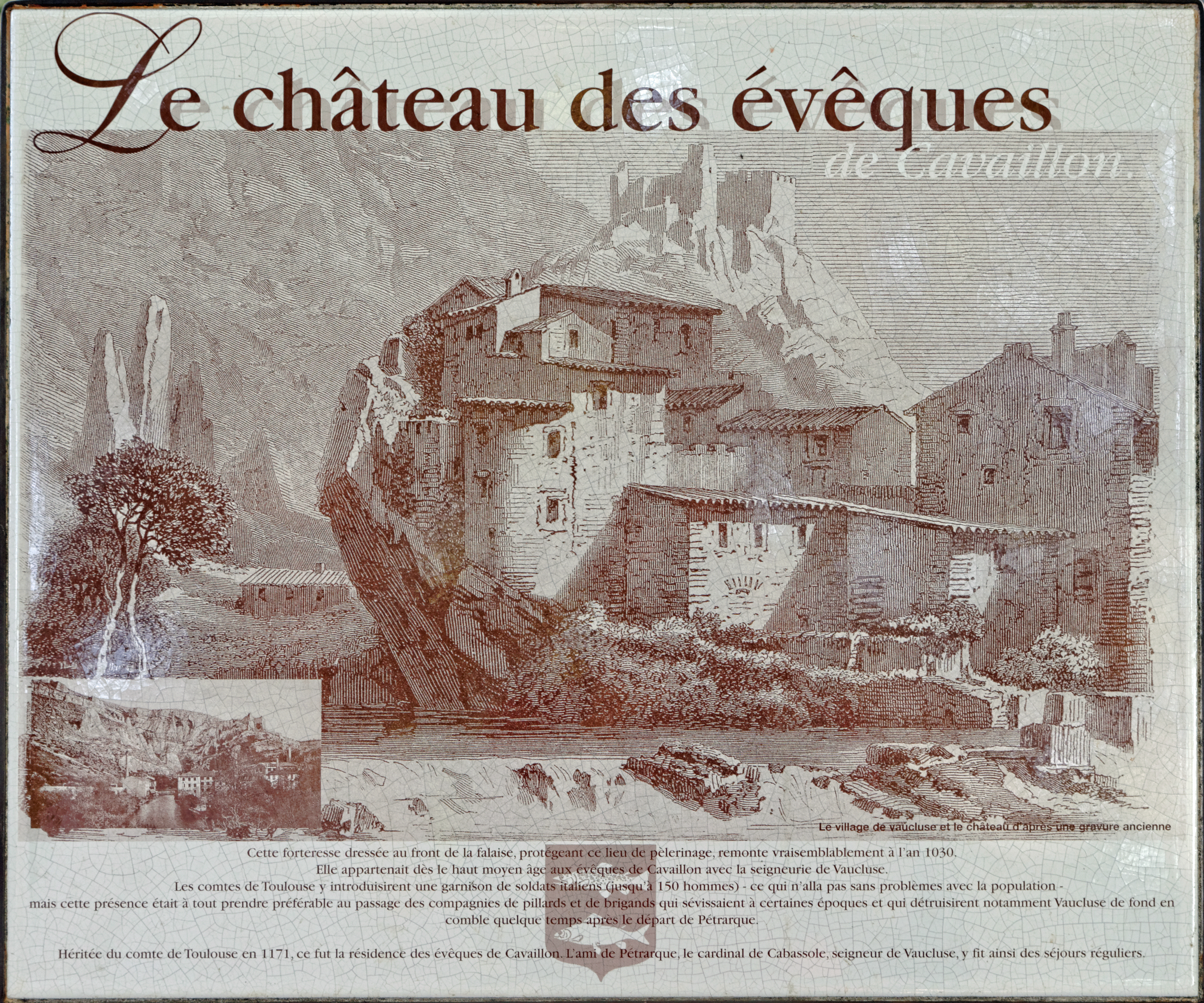
Buitenverblijf in Fontaine-de-Vaucluse, nabij Cavaillon

Het bisdom Cavaillon (Latijn: Dioecesis Cavallicensis) was een rooms-katholiek bisdom (circa 400 – 29 november 1801) in Frankrijk, met het dorp Cavaillon als zetel. Het telde een twintigtal parochies. Achtereenvolgens was het een bisdom in het West-Romeinse Rijk, Koninkrijk der Bourgondiërs, Ostrogotische Rijk, Wisigotische Rijk, Frankenrijk, het koninkrijk Bourgondië en de Comtat Venaissin beide in het Heilige Roomse Rijk, en ten slotte in Frankrijk.
De zetel van de bisschop van Cavaillon was de (voormalige) Cathédrale Notre-Dame-et-Saint-Véran de Cavaillon. Deze kerk is, ook vandaag, toegewijd aan de Maagd Maria en de heilige Veranus van Cavaillon, beschermheer van de herders in de streek. De bisschop van Cavaillon was suffragaan aan de aartsbisschop van Arles (5e eeuw – 15e eeuw) en nadien aan de aartsbisschop van Avignon (15e eeuw – 18e eeuw). 
Het buitenverblijf van de bisschoppen bevond zich, tijdens de Middeleeuwen, op de rotsen van Fontaine-de-Vaucluse. Officieel resideerde de bisschop van Cavaillon om er de pelgrims te beschermen die kwamen bidden bij het graf van Veranus van Cavaillon, in de kerk van Fontaine-de-Vaucluse. Even belangrijk was het feit dat de bisschop van Cavaillon heerlijke rechten had in het dorp, wat conflicten gaf met de graven van Toulouse.
Met het concordaat van 1801 hief Napoleon Bonaparte het bisdom Cavaillon op. Het duurde tot 1877 eer de titel van bisschop van Cavaillon werd opgenomen bij de titels van de aartsbisschop van Avignon, die het bisdom had geannexeerd. 
In 2009 besliste paus Benedictus XVI dat de bisschopstitel van Cavaillon een eretitel was, te verkrijgen los van Avignon.
- Bibliothèque nationale de France: cb13775121p (data)
- Virtual International Authority File: 237614321